# Långsjön (Arvika socken, Värmland)
Långsjön är en sjö i Arvika kommun i Värmland och ingår i Göta älvs huvudavrinningsområde. Sjön har en area på 0,264 kvadratkilometer och ligger 161,8 meter över havet.

## Delavrinningsområde
Långsjön ingår i det delavrinningsområde (661182-132404) som SMHI kallar för Rinner till Utloppet av Glafsfjorden. Medelhöjden är 112 meter över havet och ytan är 51,23 kvadratkilometer. Det finns inga avrinningsområden uppströms utan avrinningsområdet är högsta punkten. Byälven (Kölaälven) som avvattnar avrinningsområdet har biflödesordning 2, vilket innebär att vattnet flödar genom totalt 2 vattendrag innan det når havet efter 228 kilometer. Avrinningsområdet består mestadels av skog (51 procent). Avrinningsområdet har 101,88 kvadratkilometer vattenytor vilket ger det en sjöprocent på 30,4 procent. Bebyggelsen i området täcker en yta av 7,56 kvadratkilometer eller 2 procent av avrinningsområdet.